# ازوتمی
ازوتمی (انگلیسی: Azotemia) یک وضعیت پزشکی است که با سطوح بالای غیر طبیعی ترکیبات حاوی نیتروژن (مانند اوره، کراتینین، ترکیبات مختلف زائد بدن و سایر ترکیبات غنی از نیتروژن) در خون مشخص می شود. این تا حد زیادی به فیلتر ناکافی یا ناکارآمد خون توسط کلیه ها مربوط می شود. در صورت عدم کنترل می تواند منجر به اورمی و آسیب حاد کلیه (نارسایی کلیه) شود.